# Anamaria Prodan
Anamaria Prodan (la naștere: Anamaria Tănase; n. 17 decembrie 1972, București, România) este o impresară de fotbal, realizatoare TV și actriță română. A activat ca președinte de club la CS Buftea în perioada când echipa juca în Liga a II-a, apoi la FC Snagov, președinte executiv la FC Universitatea Cluj, manager general în Liga I la FC Gloria Bistrița și Concordia Chiajna.

## Biografie
Anamaria Tănase este fiica Ionelei Prodan și a lui Traian Tănase. Are o soră pe nume Anca. Tatăl ei a murit pe când Anamaria avea 19 ani.
A absolvit liceul „Zoia Kosmodemianskaia” (secția filologie) și Facultatea de Drept (Ecologie).
La data de 14 iunie 2008 s-a căsătorit cu antrenorul Laurențiu Reghecampf, cu care are un copil. Anamaria mai are 2 fete din prima căsătorie cu baschetbalistul Tiberiu Dumitrescu.
În 2008, a fost numită președinte la CS Buftea în liga a II-a, fiind singura femeie care a condus destinul unei echipe din liga II-a.
În 2009 a devenit președintele executiv al echipei FC Snagov, după care a activat ca general manager la FC Gloria Bistrița și general manager la FC Concordia Chiajna. În 2012 a devenit președinte executiv la U Cluj.

## Cariera
La începutul anilor '90 scrie articole pentru publicațiile „Ciao!”, „Indiscret” și „Ora”.
Este prima femeie care a fost cooptată în echipa emisiunii Procesul etapei de la Pro TV. Au urmat colaborări cu Antena 1, Tele7abc și alte posturi de televiziune.
În 2007 a intrat în echipa postului de televiziune Romantica unde a prezentat emisiunea matinală alături de Catinca Roman și Nicoleta Voica. După un an, a avut propria ei emisiune la Romantica TV: "Pe contre cu Anamaria Prodan".
În perioada 2012-2014, a avut singurul reality show din România, „Prodanca și Reghe”, pe Euforia TV, difuzat pe parcursul a 6 sezoane: I - Dragoste în prelungiri, II - Aventură Americană, III - La plăcinte înainte, IV - Afaceri de familie, V - Fascinați de România, VI - Relații Internaționale.

## Agent FIFA
Anamaria Prodan l-a avut sub contract pe Nicușor Stanciu, pe care l-a ajutat în 2016 să se transfere de la FC Steaua la RSC Anderlecht, transfer în valoare de 10 milioane de euro (la acea dată cel mai mare din Liga I), din care a încasat un comision de 10% și pe care ea îl considera în 2020 cea mai mare reușită a ei.

## Viața personală
Între 1998 și 2007, Anamaria Prodan a fost căsătorită cu baschetbalistul român Tiberiu Dumitrescu, cu care are două fete Rebecca (n. 1999) și Sarah (n. 2000), pe care le-a născut în New Jersey, Statele Unite. 
Pe data de 14 iunie 2008 s-a căsătorit în Las Vegas cu fotbalistul Laurențiu Reghecampf, care în prezent este antrenor de fotbal. Pe 31 august 2008 s-a născut băiatul lor, Laurențiu Junior (în Germania). Împreună cu soțul ei a mai crescut băiatul din prima căsătorie a lui. 
În data de 14 octombrie 2021, Laurențiu Reghecampf a anunțat divorțul.